# Coche Dymaxion

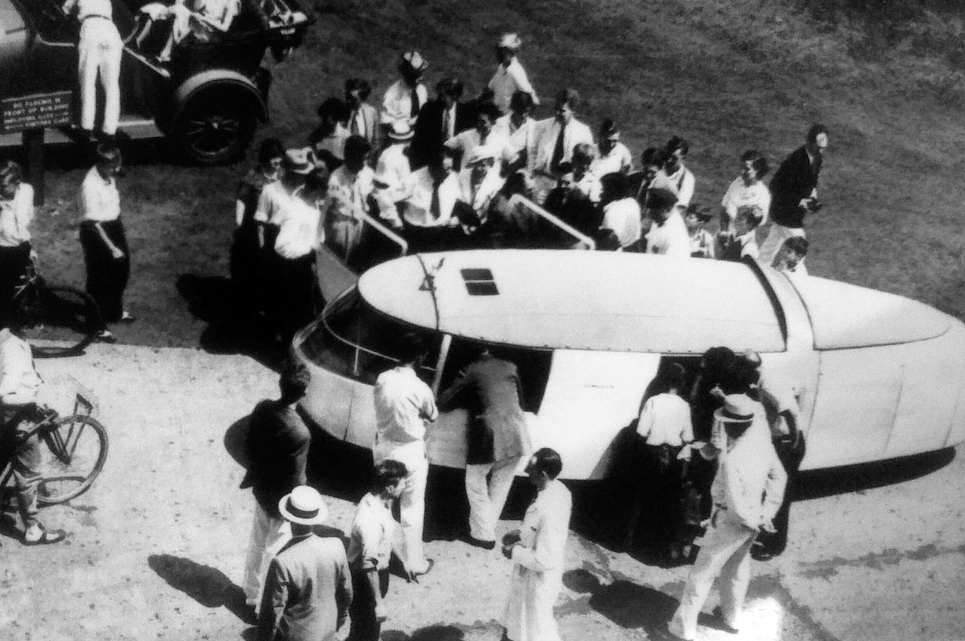
El coche Dymaxion diseñado por Buckminster Fuller

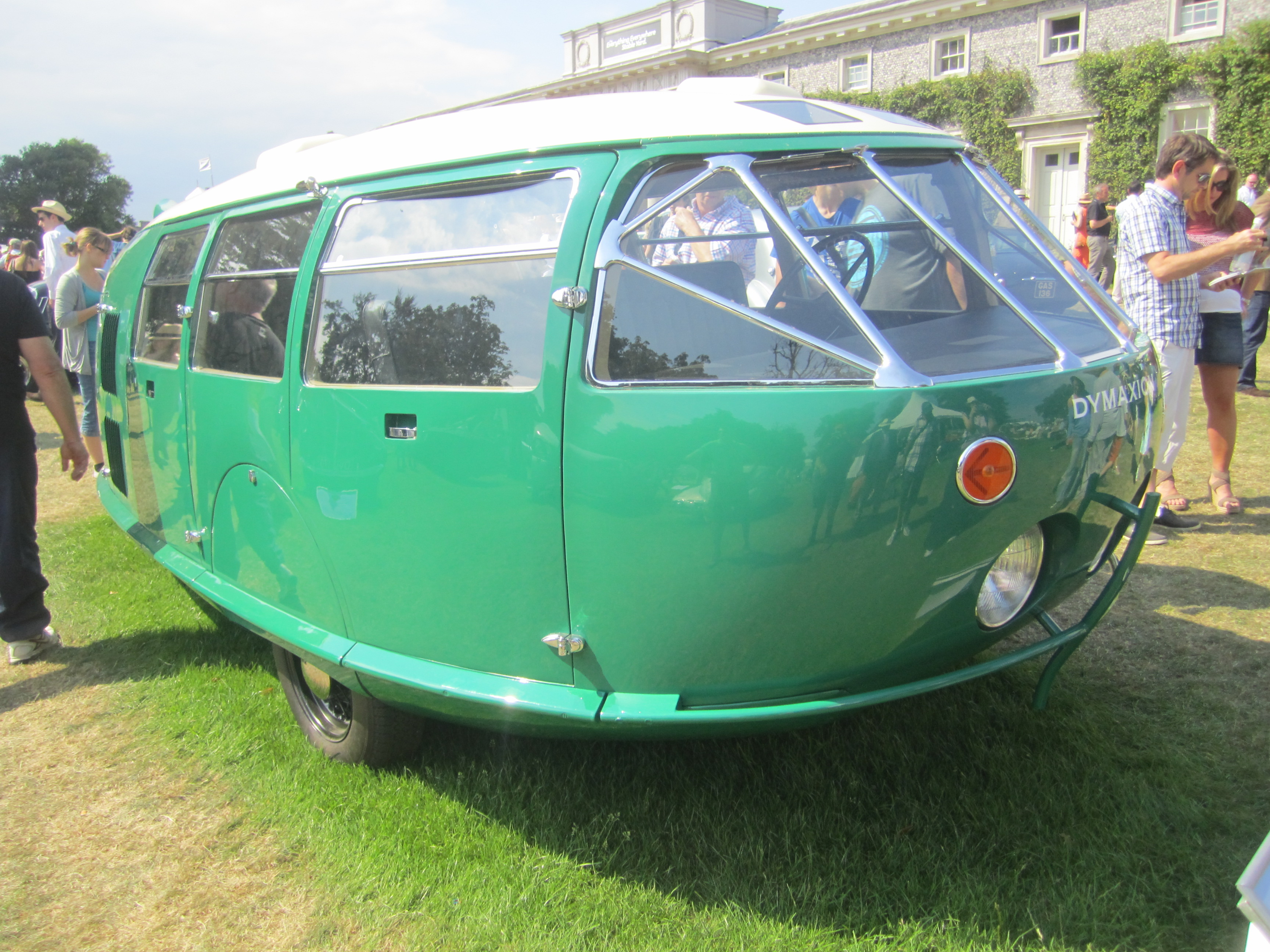
Réplica del Dymaxion financiada por el arquitecto Norman Foster en 2010

El coche Dymaxion fue un prototipo de automóvil de 1933 diseñado por el inventor y arquitecto estadounidense Buckminster Fuller. La palabra Dymaxion es una marca que Fuller dio a muchas de sus invenciones para enfatizar que las consideraba parte de un proyecto de mayor alcance que tenía el objetivo de mejorar las condiciones de vida humanas. El nombre se compone a partir de sílabas de las palabras dynamic, maximum y tension, para resumir su objetivo de hacer más con menos.

## Características
El automóvil tenía una eficiencia de combustible de 30 millas por galón (7.8 L/100km), algo sorprendente en aquella época. Podía transportar hasta once pasajeros a velocidades de 120 millas por hora (193 km/h).
El coche tenía tres ruedas, la dirección dependía de la única rueda trasera y podía hacer giros de 180 grados sobre su propia longitud. Sin embargo, la dirección mediante una única rueda trasera hacía su conducción anti-intuitiva, especialmente con viento cruzado. La carrocería tenía forma de lágrima y era aerodinámicamente eficiente. Con sus 6 metros de longitud era dos veces más largo que un automóvil convencional. La potencia la obtenía de un motor Ford V8 montado en la parte trasera que aportaba 63 kilovatios (86 CV) a las ruedas delanteras. El eje frontal y el eje de la parte trasera eran también de Ford.
Solo llegaron a construirse tres unidades del prototipo. De ellas únicamente la segunda ha sobrevivido. Se encuentra en la Colección Harrah del National Automobile Museum de Reno, Nevada (Estados Unidos). El exterior ha sido completamente restaurado, aunque es una carrocería vacía, pues no se sabe cómo era el interior del Dymaxion.
Un accidente en la Feria mundial de Chicago de 1933 dañó seriamente el primer prototipo, mató al conductor, y causó heridas graves a los otros dos pasajeros. El Dymaxion dio una vuelta de campana y, aunque el conductor llevaba un cinturón de seguridad, el techo del prototipo no ofrecía protección suficiente. La causa del accidente no se clarificó, aunque Buckminster Fuller dijo que el accidente fue causado por la acción de otro vehículo que seguía a corta distancia al Dymaxion.[cita requerida] El accidente causó que los inversores abandonaran el proyecto.
La tercera unidad del Dymaxion languideció hasta convertirse en chatarra.
En su libro de 1933 The Age of Heretics, el escritor Art Kleiner dijo que la razón por la que Chrysler rechazó producir el coche fue que los banqueros le amenazaron con suspender sus préstamos porque el coche destruiría las ventas de los vehículos que ya se estaban distribuyendo y las de los coches de segunda mano.

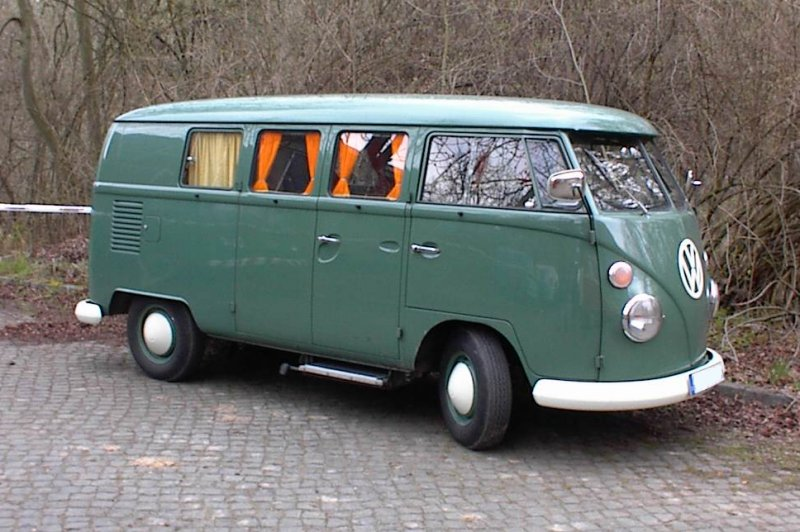
Volkswagen T1c Microbús.

Aunque los coches Dymaxión no llegaron a producirse influyeron a otros diseños. La furgoneta Volkswagen Transporter de Ben Pon, de finales de la década de 1940, se parecía al Dymaxion en que era una pequeña furgoneta de asientos múltiples con carrocería aerodinámica. El concepto del Dymaxion de Buckminster Fuller, de obtener la eficiencia óptima de un diseño aerodinámico y emplear los materiales más ventajosos sigue inspirando el diseño de vehículos como el prototipo del coche híbrido Aptera, que, como el Dymaxion, es un diseño de tres ruedas, ultraligero, aerodinámico y de consumo eficiente.
El reputado arquitecto Norman Foster, declarado admirador de Buckminster Fuller, retomó el proyecto inacabado, y financió y supervisó el ensamblaje en un taller de East Sussex, en Inglaterra, del que sería el cuarto Dymaxion de la historia.